# Jacques Baudrier
Jacques Baudrier (Parigi, 4 maggio 1872 – Le Castellet, 24 aprile 1947) è stato un velista francese.
Partecipò ai giochi della II Olimpiade di Parigi nel 1900 a bordo di due diverse imbarcazioni: Crabe II e Nina Claire. A bordo della prima barca vinse la medaglia d'argento nella gara olimpica della classe da mezza a una tonnellata mentre con la seconda imbarcazione vinse la medaglia di bronzo nella prima gara della classe da una a due tonnellate. Prese parte anche alla gara di classe aperta ma non la completò.

## Palmarès
| Anno | Manifestazione | Sede   | Evento                 | Risultato |
| ---- | -------------- | ------ | ---------------------- | --------- |
| 1900 | Olimpiadi      | Parigi | Classe ½-1 ton         | Argento   |
| 1900 | Olimpiadi      | Parigi | Classe 1-2 ton, gara 1 | Bronzo    |